# 高屏渓
高屏渓（こうへい-けい）は、台湾南部を流れる河川。台湾では2番目に長く、第1位の流域面積を誇る。玉山に源を発し、西に流れ台湾海峡に注ぐ。旧名は下淡水渓。

## 主な支流
（下流から記載）
- 牛稠渓（中国語版）
- 武洛渓（中国語版）
- 旗山渓（中国語版）
- 荖濃渓（中国語版）